# Стелник
Стелник (словен. Stelnik) — поселення в общині Костел, регіон Південно-Східна Словенія, Словенія. Висота над рівнем моря: 327 м.